# San Juan (Balancán)
San Juan es una localidad del municipio de Balancán ubicado en la subregión de los Ríos del estado mexicano de Tabasco.

## Geografía
La localidad se ubica a 14.0 kilómetros (en dirección oeste) de la localidad de Balancán de Domínguez, la cabecera y lugar más poblado del municipio. Se sitúa en las coordenadas geográficas 17°49′07″N 91°40′07″O / 17.818611, -91.668611, a una elevación de 20 metros sobre el nivel del mar.

## Demografía
Según el Conteo de Población y Vivienda 2020, efectuado por el Instituto Nacional de Estadística y Geografía, la localidad de San Juan tiene 428 habitantes, de los cuales 223 son del sexo masculino y 205 del sexo femenino. Su tasa de fecundidad es de 2.75 hijos por mujer y tiene 104 viviendas particulares habitadas.
| Gráfica de evolución demográfica de San Juan entre 1900 y 2020 |
|                                                                |
| INEGI.                                                         |